# Igor Ivanov Izi
Igor "Izi" Ivanov (macedònic: Игор "Изи" Иванов; Skopje, 3 d'abril de 1973) és un director de cinema i escriptor Macedoni. Va estudiar filosofia i va començar la seva carrera cinematogràfica l'any 1993, quan va començar a dirigir sèries de pel·lícules per a televisió. Entre 1995 i 2004 va realitzar diversos documentals i curtmetratges; un d'ells, els Bugs de 15 minuts de durada (Bubački, 2004), va competir al 54è Festival Internacional de Cinema de Berlín i va guanyar el Lleopard d'Or al Festival Internacional de Cinema de Locarno.
"Prevrteno", una adaptació de la novel·la Папокот на светот de l'escriptor macedoni contemporani Venko Andonovski, és el seu debut al llargmetratge. La pel·lícula reviu clarament la qualitat poètica de l'anomenada "Ona Negra" al cinema iugoslau durant la dècada de 1960, que va examinar de prop les afliccions de l'"altra cara" de la societat i les dimensions fatals de l'existència humana. L'estrena mundial va ser al Festival Internacional de Cinema de Karlovy Vary de 2007 i va guanyar el premi al millor director al XXVIII edició de la Mostra de València així com el premi del jurat al festival de cinema MOVEAST a  Pecs-Hongria.
El llargmetratge "Soba so pijano" es va estrenar el setembre de 2013, i el seu darrer projecte Only Human, el 2020.

## Filmografia
- 2020 Only Human
- 2017 Insajder (sèrie de televisió)
- 2016-2024 Prespav (sèrie de televisió);
- 2013 Soba so pijano
- 2007 Prevrteno
- 2004 Bubatxki
- 2000 Kaval i Gajda
- 1999-2003 Nase maalo (sèrie de televisió);
- 1995 Nep (94min);